# Джоджуа, Лаврентий Ерастович
Лаврентий Ерастович Джоджуа (1913 год, Зугдидский уезд, Кутаисская губерния, Российская империя — неизвестно, Зугдидский район, Грузинская ССР) — бригадир колхоза «Колхида» Зугдидского района, Грузинская ССР. Герой Социалистического Труда (1950).

## Биография
Родился в 1921 году в крестьянской семье в одном из сельских населённых пунктов Зугдидского уезда. Окончил местную начальную школу, потом трудился в сельском хозяйстве и в последующем — в колхозе «Колхида» Зугдидского района до призыва в Красную Армию по мобилизации. Участвовал в Великой Отечественной войне. Воевал в составе 313-го отдельного сапёрного батальона 51-го Батумско-Ахалкалакского укреплённого района. После войны возвратился в Грузию и продолжил трудиться бригадиром в колхозе «Колхида» Зугдидского района.
В 1949 году бригада под его руководством собрала в среднем с каждого гектара по 7307 килограмма сортового чайного листа с площади 6 гектаров. Указом Президиума Верховного Совета СССР от 19 июля 1950 года удостоен звания Героя Социалистического Труда за «получение высоких урожаев сортового зелёного чайного листа и цитрусовых плодов в 1950 году» с вручением ордена Ленина и золотой медали «Серп и Молот» (№ 5256).
Этим же указом званием Героя Социалистического Труда были награждены председатель колхоза Калистрат Михайлович Шерозия, бригадиры Ян Парнаозович Джабуа, Ражден Константинович Кадария, звеньевые Даниел Учанович Дараселия, Владимир Владимирович Джабуа, Имения Степанович Джабуа, колхозницы Ксения Тарасхановна Дараселия, Лена Алмасхановна Дараселия, Тамара Владимировна Латария и Ольга Тарасовна Рогава.
После выхода на пенсию проживал в Зугдидском районе. Дата смерти не установлена.
Награды
- Герой Социалистического Труда
- Орден Ленина
- Медаль «За оборону Кавказа» (01.05.1944)
- Медаль «За трудовую доблесть» (29.08.1949)